# 永康站 (浙江省)
永康站，位于中国浙江省永康市市区，有金温货线经过，距离金华站61公里。车站于1996年临时营运，2021年停办，停办前为三等站，办理客运业务，是金温铁道公司管内客流发送量第二大的车站，即使在金温客运专线开通后每日发送客流仍有3000-4000人次；货运办理整车普通货物到发，到发永康各企业采购的钢材、铝锭、煤炭等大宗原材料和生产的产品，为永康制造业产业升级、经济和社会发展发挥了重要作用。

## 历史

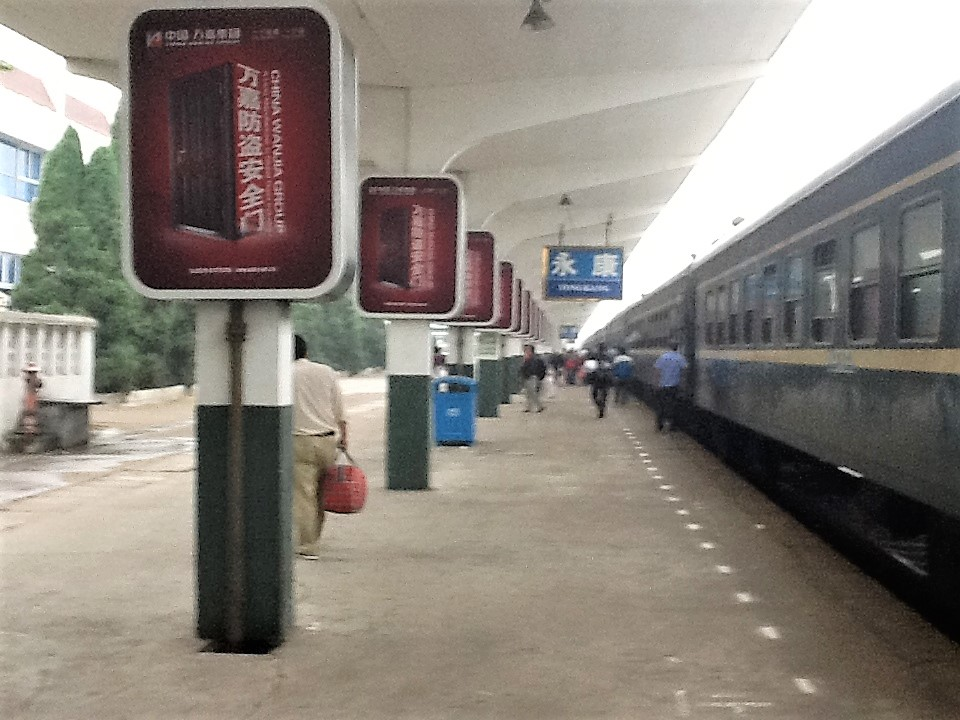
-2191次列车停靠永康站（2013年）

在金温铁路规划初期，永康站站房计划建设规模为200名旅客，后经过当地政府争取后浙江省金温铁路工程建设总指挥部于1993年4月将车站规模提高至1000人次。1994年3月22日，永康站站房开工，为金温铁路沿线第一个开工建设的中心站，1994年11月竣工。1998年车站将站台的长度延长200米:371,372。
1996年4月21日，金温铁路金缙段客车临时营运开通，永康站启用。1998年6月11日，金温铁路全线正式通车，永康站正式开通客运列车。2000年4月，永康站开办货运业务。
永康站是金温公司运输部直辖的车站，成立于1996年。1999年永康站共下辖办公室、行车班组、客货班组和石柱班组，负责金温货线永康地区的接发列车、会让列车、客货运输及文书工作。2000年4月20日永康站开办货运业务后，原客货班组被拆分为客运班组和货运班组:363。
2021年，金温货线永康段随金台铁路的興建而外迁，车站客运、货运业务將分别转移至永康南站和豆岭永康东站；而车站建制则将分流至永康南、永康东、壶镇和申亭四个车站。永康站于2021年6月14日0时42分发出最后一班列车——K101次列车后正式關閉。金温货线随后于6月16日零时实施接驳作业，接入永康南站。

## 车站结构

### 站房
永康站站房为侧式站房，面向永康城区，长140米、深21米、高14米，总建筑面积9785平方米:363。站房西侧为出站口，东侧为售票处；进站口和候车室设在站房中间，旅客进站时需出示车票和购票时所使用的身份证件并接受安全检查。
永康站设有两个检票口，一号检票口主要为前往金华方向的旅客列车检票，而二号检票口主要为温州方向的旅客列车检票。
- 售票处
- 候车室
- 站台侧站房
- 站牌

### 站场
永康站设有5条股道，其中到发线3条。永康站设有1座侧式站台和1座岛式站台；站台和站房间不设天桥或地道，因此当列车停靠2站台或3站台时，旅客需翻越股道。
永康站设有进货场、货运中心两个货场。其中货运中心占地面积2.54公顷，设有2条股道。2004年12月货运中心建成长1500的粮专线及货场，内设2条货物线和1条存车线，于2005年5月投用。2007年又在货运中心东侧建成一条军运专用线:372。
| 站场 | 侧线                             | 货场线路                         |
| 站场 | 侧线                             | 货场线路                         |
| 站场 | 3站台                            | 金温货线 列车到发线              |
| 站场 | 岛式站台                         |                                  |
| 站场 | 2站台                            | 金温货线 列车到发线              |
| 站场 | 1站台                            | 金温货线 列车到发线              |
| 站场 | 侧式站台                         |                                  |
| 站房 | 售票、进站口、候车、检票口、出站 | 售票、进站口、候车、检票口、出站 |